# Olliver Peak
Olliver Peak är en bergstopp i Antarktis. Den ligger i Västantarktis. Nya Zeeland gör anspråk på området. Toppen på Olliver Peak är 630 meter över havet, eller 271 meter över den omgivande terrängen. Bredden vid basen är 2,2 km.
Terrängen runt Olliver Peak är kuperad söderut, men norrut är den platt. Trakten är obefolkad. Det finns inga samhällen i närheten.